# فابيان مانينغ
فابيان مانينغ (بالإنجليزية: Fabian Manning)‏ هو سياسي كندي، ولد في 21 مايو 1964 في نيوفندلاند ولابرادور في كندا. حزبياً، نشط في حزب المحافظين الكندي. وقد انتخب عضو مجلس الشيوخ الكندي عن دائرة نيوفندلاند ولابرادور وقد انضم خلال فترته النيابية (25 مايو 2011 – )  للكتلة البرلمانية حزب المحافظين الكندي وانتخب عضو مجلس الشيوخ الكندي (2 يناير 2009 – 28 مارس 2011) وانتخب عضو مجلس العموم الكندي (23 يناير 2006 – 14 أكتوبر 2008).